# Derrinea Bog SAC
Derrinea Bog SAC este o arie protejată (arie specială de conservare — SAC, sit de importanță comunitară — SCI) din Irlanda întinsă pe o suprafață de 89,18 ha, integral pe uscat.

## Localizare
Centrul sitului Derrinea Bog SAC este situat la coordonatele 53°50′35″N 8°41′31″W / 53.843027°N 8.691888°V.

## Înființare
Situl Derrinea Bog SAC a fost declarat sit de importanță comunitară în noiembrie 1997 pentru a proteja un număr necunoscut de specii din flora spontană și fauna sălbatică aflate în arealul zonei. Situl a fost protejat și ca arie specială de conservare în iunie 2017.

## Biodiversitate
Situată în ecoregiunea atlantică, aria protejată conține 3 habitate naturale: Turbării active, Mlaștini oligotrofe degradate, capabile încă de regenerare naturală, Depresiuni pe substraturi de turbă de Rhynchosporion.
La baza desemnării sitului se află un număr nedeclarat de specii protejate.
Pe lângă speciile protejate, pe teritoriul sitului au mai fost identificate 1 specie de plante.